# Cliff Mardulier
Cliff Mardulier (Edegem, 22 settembre 1982) è un calciatore belga, portiere del Wilrijk.